# 시파
시파(時派)는 조선 정조 시기 정조의 탕평책을 지지한 세력이다.

## 배경
사도세자로 널리 알려진 장헌세자는 영조의 둘째 아들로 효장세자가 사망하자 세자에 책봉되었다. 대리청정을 맡길 정도로 영조의 신임이 두터웠으나 노론을 지지하는 영조와의 갈등으로 폐위 된 뒤 뒤주에 갇혀 사망한다. 이후 조선의 조정은 장헌세자의 죽음에 대해 안타까운 죽음이라는 입장과 자업자득이라는 입장으로 나뉜다. 시파는 장헌세자의 죽음이 안타까운 죽음이라 여겼다. 반대편에 선 사람들은 벽파라 한다.

## 역사
시파에는 남인과 소론, 그리고 노론의 일부가 가담하였다. 시파와 벽파의 입장차는 장헌세자의 죽음으로 생겨난 것이나, 정조가 즉위한 뒤 숙위소가 설치되고 홍국영이 숙위대장으로 세도정치를 편 1778년 이후 본격적인 대립이 시작되었다. 정조는 자신의 탕평책을 지지한 시파를 중용하여 개혁 정치를 실현하고자 하였다.
정조 시기 중용되었던 시파는 정조 사후 순조가 어린나이로 즉위하여 정순왕후가 수렴청정을 하면서 벽파를 중용하자 몰락하였다. 한편, 정순왕후가 수렴청정을 거두고 순조가 친정하게 되자 순조의 외척이었던 김조순을 중심으로 세도정치가 시작되면서 벽파 역시 붕괴되고 만다. 김조순은 비변사를 중심으로 권력을 장악한 후 시파를 다시 중용하였다.

## 주요 인물
다음은 시파의 주요 인물들이다.
- 정조 시기 - 홍국영, 홍봉한, 채제공, 윤행임, 김노경, 서유방
- 순조 시기 - 김조순, 심상규, 서유린, 김이교, 윤행임, 정민시, 홍낙임, 박제가, 이서구, 이조원

## 같이 보기
- 조선 영조
- 조선 장조
- 조선 정조
- 붕당
- 벽파